# همسر کشیش
همسر کشیش (ایتالیایی: La moglie del prete) فیلمی ایتالیایی-فرانسوی در سبک کمدی محصول سال ۱۹۷۱ به کارگردانی دینو ریسی است.

## بازیگران
- سوفیا لورن
- مارچلو ماسترویانی
- ونانتینو ونانتینی
- پیپو استارناتسا
- میراندا کامپا
- نرینا مونتانیانی
- دانا گیا
- جینو کاوالیری
- ویتوریا کریسپو